# Camille Flammarion
Nicolas Camille Flammarion, más conocido como Camille o Camilo Flammarion (Montigny-le-Roi, 26 de febrero de 1842, - Juvisy-sur-Orge, 3 de junio de 1925) fue un astrónomo y divulgador francés conocido por sus obras de popularización de la astronomía, de la atmósfera terrestre y del clima al alcance del público en general.

## Biografía

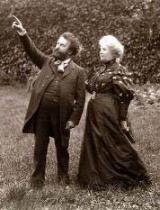
Flammarion con su primera esposa, Sylvie Pétiaux.

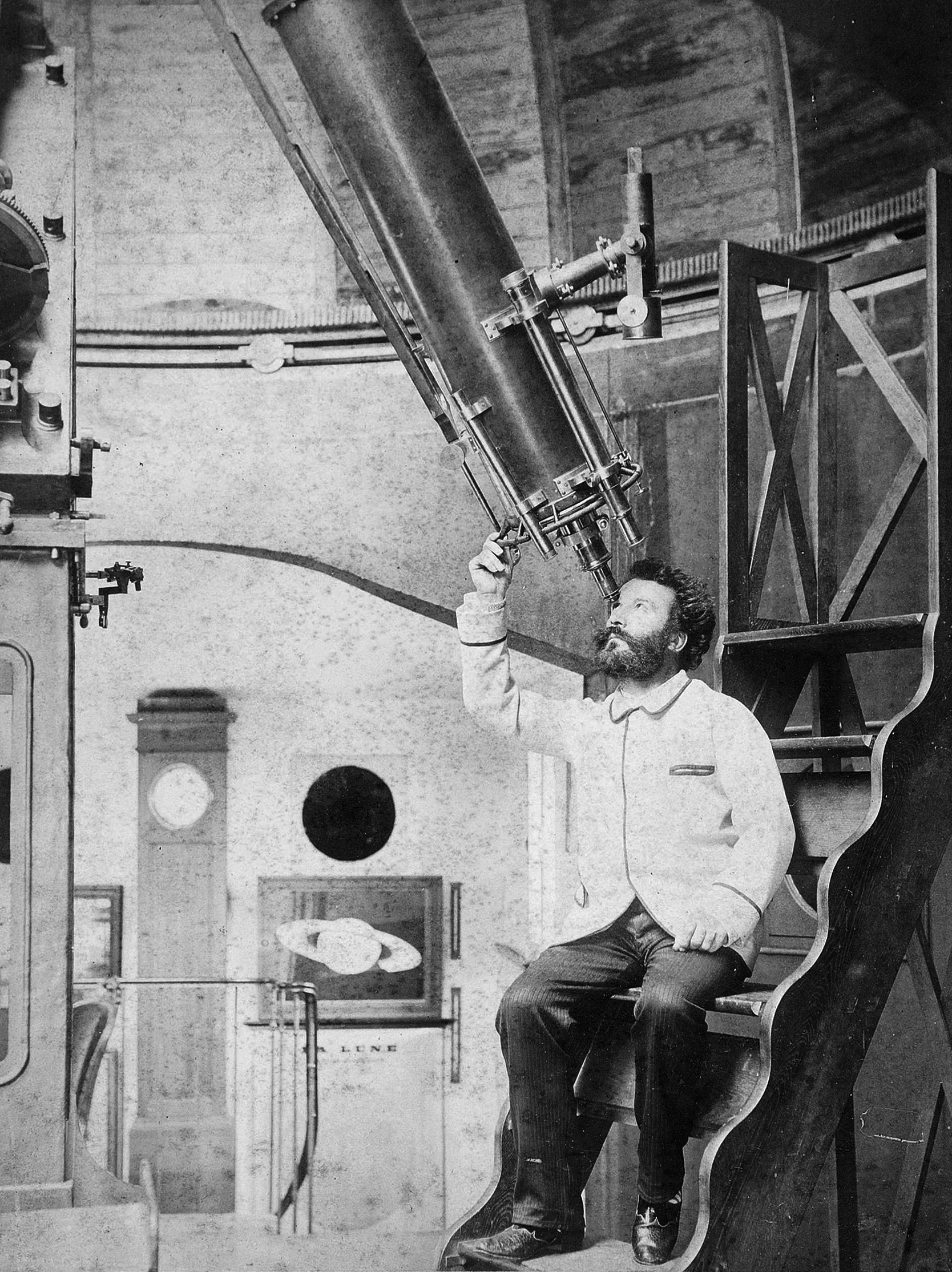
Flammarion trabajando con el telescopio refractor de 9,5" de su propiedad.

El mayor de una familia de cuatro hijos, el menor de los cuales, Ernest Flammarion (1846-1936), fundador del grupo editorial francés Groupe Flammarion. Camille creció en una familia modesta en Montigny-le-Roi. Sus padres, Jules y Françoise Flammarion, regentaban una mercería. Fue confiado al padre Mirbel, el párroco del pueblo, para su educación. Su pasión por la astronomía nació el 9 de octubre de 1847, cuando observa un eclipse anular, su madre le coloca un cubo de agua que actúa como espejo.
Por dificultades financieras, cuando Montigny-le-Roi se vio afectado por una epidemia de cólera, su familia fue a París para probar suerte y lo destinó al clero. Lo dejó en el internado del seminario de Langres en 1853. Se reunió con sus padres en París en 1856, donde se convirtió en aprendiz de grabador y aprendió dibujo. Su padre, empleado en los estudios Tournachon-Nadar, lo introdujo en la fotografía.
Asistiendo a clases nocturnas gratuitas para preparar el bachillerato, logró completar sus estudios en 1858 y escribir el gran manuscrito de 500 páginas de una Cosmogonía Universal que luego se publicaría con el título: El mundo antes de la aparición del hombre. Pero se siente abrumado por la carga de trabajo que se impone. Su médico, el Dr. Fournier, percibiendo la pasión de Camille por la astronomía, lo presentó al director del Observatorio de París, el famoso astrónomo Urbain Le Verrier, quien le encontró un puesto como calculador en el Observatorio Imperial de París, donde estuvo adscrito a la oficina de cálculo y ayudó al profesor Jean Chacornac con las observaciones nocturnas después del horario laboral.

## Trayectoria
Comenzó su carrera como astrónomo en 1858 como colaborador del Observatorio de París. En 1861, después de su encuentro con Allan Kardec, se unió a la Sociedad Parisiense de Estudios Espíritas,  donde entabló amistad con Victorien Sardou, otro notorio espiritualista. Las obras de Kardec lo impulsaron a escribir La pluralidad de los mundos habitados, publicada en 1862. Tanto el título como el contenido de la obra se inspiraron, entre otras cosas, en Conversaciones sobre la pluralidad de los mundos de Bernard Le Bouyer de Fontenelle, que cita varias veces.
El libro causó un escándalo porque consideraba la existencia de vida en otros planetas de forma puramente especulativa y sin apoyarse en el método científico. Tras esta publicación, fue despedido del Observatorio de París por su director Le Verrier, pero el director de la oficina de cálculo, Charles-Eugène Delaunay, lo volvió a contratar para calcular las efemérides anuales de la Luna. Sucediendo al abad Moigno, se unió, a petición de Ferdinand Höfer, a la redacción de la revista Cosmos, donde dirigió una campaña contra la administración de Le Verrier.
En 1865, se convirtió en editor científico del periódico Le Siècle, y al año siguiente, renovó la tradición de Arago, dando numerosas conferencias públicas sobre astronomía popular. En 1868 realizó varios ascensos en globo para estudiar el estado higrométrico y la dirección de las corrientes de aire en la atmósfera.
En 1876, Flammarion observó el cambio de estaciones en las regiones oscuras de Marte. De 1876 a 1880 realizó varios vuelos en globo para estudiar los fenómenos atmosféricos y en particular la electricidad atmosférica. Con los beneficios de L'Assommoir de Zola , Camille y Ernest publicaron en 1879 el impresionante álbum L'Astronomie populaire , del que se imprimieron 130.000 ejemplares entre 1879 y 1924.
En 1887 creó la Sociedad Astronómica Francesa (Société astronomique de France), de la que fue el primer presidente y cuyo boletín mensual dirigió hasta su muerte,  L'Astronomie.
Flammarion fue el primero en sugerir los nombres actuales de Tritón, satélite de Neptuno y de Amaltea, luna de Júpiter, si bien estos nombres serían aceptados oficialmente únicamente varias décadas más tarde.
Flammarion fue también un apasionado espiritista, especialmente en sus últimos años, tema en el que mantenía una actitud ambivalente, considerando los fenómenos espiritistas como regidos por principios científicos no descubiertos todavía. A la muerte de su amigo Allan Kardec, ante cuya tumba pronunció un sentido discurso, rehusó la presidencia de la Société spirite de Paris. Entre sus obras de ficción destacan algunas colecciones de cuentos describiendo la reencarnación de un espíritu en otros mundos en formas de vida completamente diferentes a las terrestres.
Practicó el hipnotismo e impartió clases sobre esa disciplina.
Se casó en dos ocasiones, la primera con Sylvie Petiaux quien fundaría en 1899 la asociación pacifista La Paz y el Desarme por las Mujeres. Tras su muerte se casó con la destacada compañera de profesión Gabrielle Renaudot, con quien produjo una obra científica conjunta, y quien, tras la muerte de Camille, mantuvo el observatorio fundado por él hasta su propia muerte en 1962. Tras esta fecha el observatorio, prácticamente abandonado, pasó a manos de la Sociedad Astronómica Francesa fundada por Flammarion: en la actualidad (2011) se puede visitar, aunque la cúpula permanece vacía por razones de seguridad; el instrumental científico y el telescopio fueron trasladados a la sede de dicha sociedad.

## Publicaciones más importantes

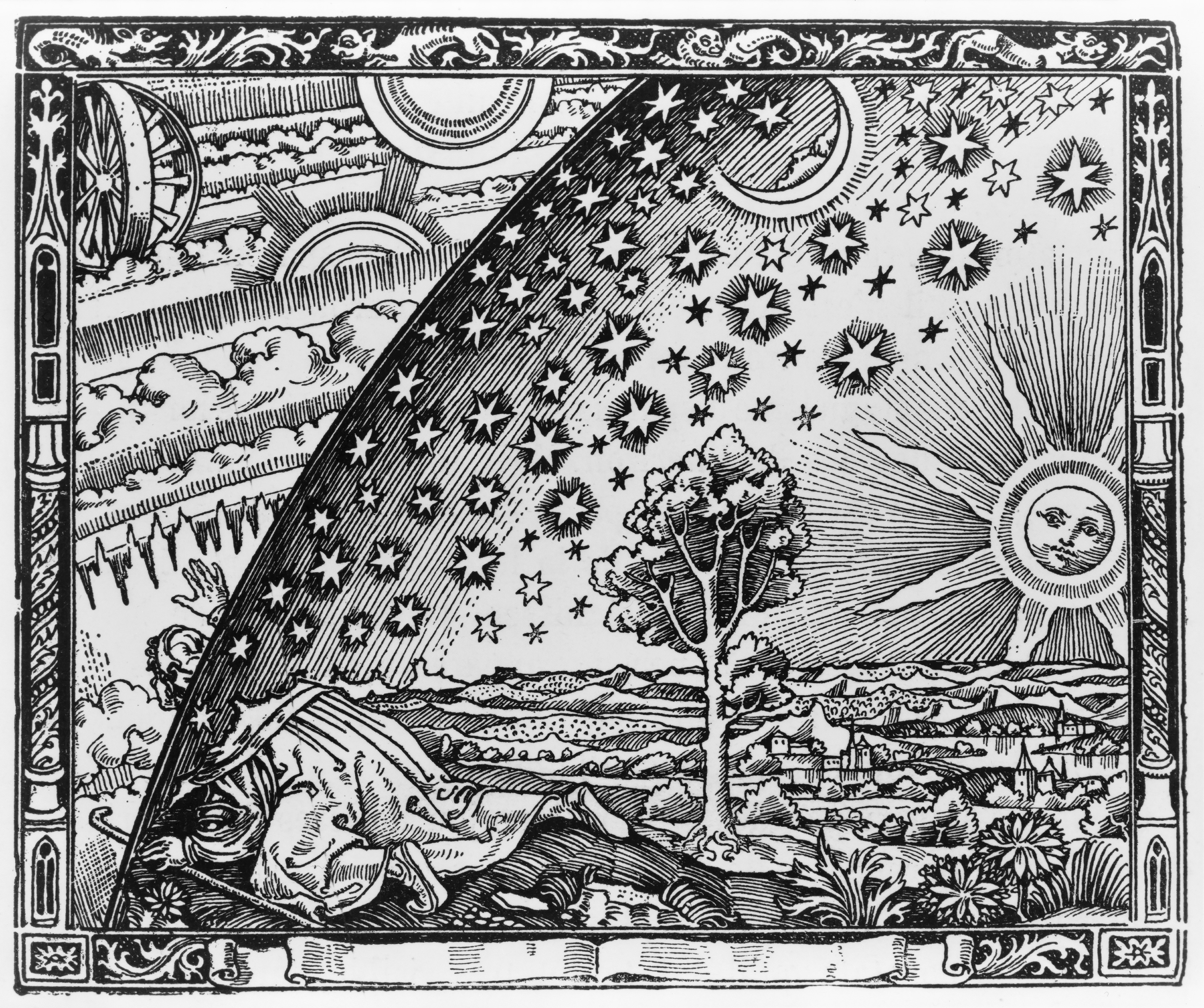
El Grabado Flammarion, famosa ilustración aparecida en L'Atmosphère: Météorologie Populaire (París, 1888) en su página 163 y utilizada en multitud de ocasiones para representar el descubrimiento de la astronomía por el hombre.

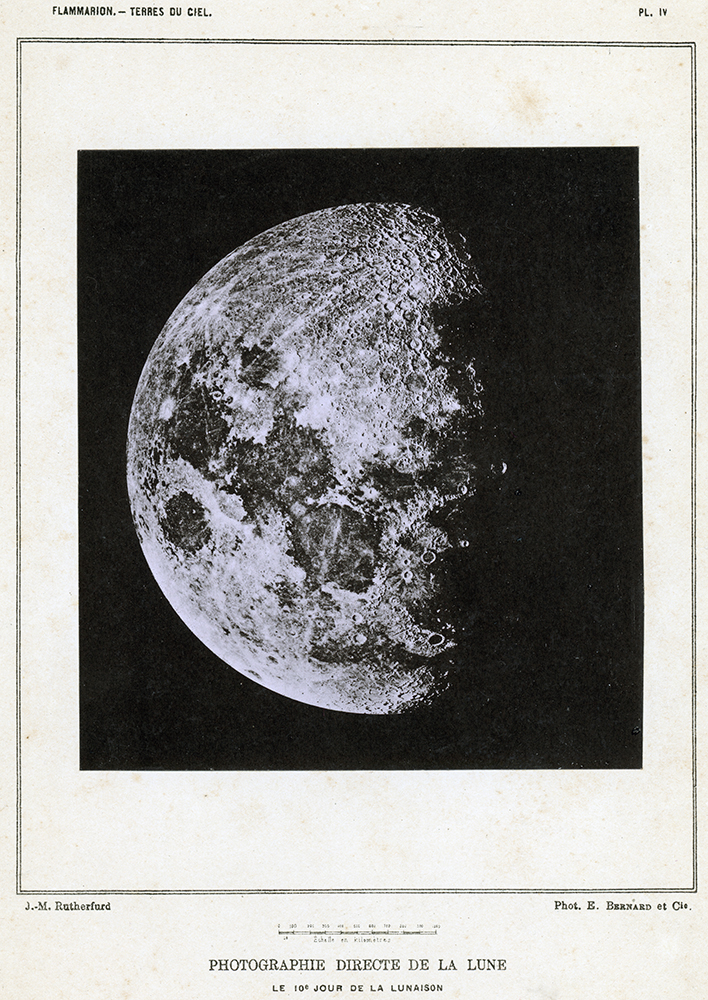
Fotograbado con una imagen de la Luna de su obra Les Terres du ciel.

Camille Flammarion escribió cerca de cincuenta obras cubriendo numerosos campos de la astronomía.
- La Pluralité des mondes habités (1862)
- Les Mondes imaginaires et les mondes réels (1865)
- Études et lectures sur l'astronomie (9 volúmenes, 1866-1880)
- Dieu dans la nature (1869)
- Contemplations scientifiques (1870)
- L'Atmosphère (1871)
- Récits de l'infini (1872)
- Lumen, histoire d'une comète (1872)
- Dans l'infini (1872)
- Les Terres du ciel (1877)
- Atlas céleste (1877)
- Cartes de la Lune et de la planète Mars (1878)
- Catalogue des étoiles doubles en mouvement (1878)
- Astronomie sidérale (1879)
- Astronomie populaire (1880), su obra más conocida, ganadora del premio Montyon de la Academia Francesa.
- Le Monde avant la création de l'homme (1885)
- Les Comètes, les étoiles et les planètes (1886)
- Uranie (1889), otra de sus populares obras de divulgación astronómica.
- Centralisation et discussion de toutes les observations faites sur Mars (2 volúmenes, 1892-1902)
- La Fin du monde (1894)
- Les Imperfections du calendrier (1901)
- Les Phénomènes de la foudre (1905)
- L'Atmosphère et les grands phénomènes de la nature (1905)
- L'Inconnu et les problèmes psychiques (1917)
- La Mort et son mystère (1917)

## Reconocimientos
- Sus numerosas observaciones de Marte le otorgaron el honor de que uno de sus cráteres recibiera su nombre, llamado Flammarion.
- Así mismo, el cráter lunar Flammarion y la rima lunar Flammarion llevan este nombre en su honor.
- Entre los muchos honores que recibió en vida destaca la condecoración de la Legión de Honor en 1912 por su labor de popularización de la astronomía.

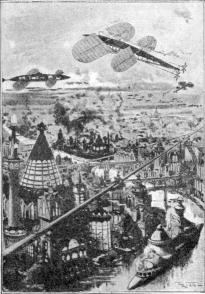
Ilustración del fin del mundo de Camille Flammarion, año 1894.